# Zahar Dmitrijevics Olszufjev
Zahar Dmitrijevics Olszufjev (oroszul: Захар Дмитриевич Олсуфьев) altábornagy, a cári orosz hadseregben, a napóleoni háborúk szereplője. Az 1812-es hadjáratban a 2. hadtest 17. gyalogsági hadosztályát vezette, az 1813-14-es hadjáratban a 9. gyalogsági hadtest parancsnoka volt.

## Élete és katonai pályája
Tveri kormányzóságbeli nemesi családból származott. 1786. szeptember 26-án kezdte szolgálatát, mint zászlós a Izmailovói testőrezredben. Részt vett a harcokban a svédek elleni háborúban, az evezős flottillánál. 1795 évben kapott századosi rendfokozatot majd rövid idő után 1797-ben ezredessé léptették elő.
1798. április 8-án, 25 évesen léptették elő tábornokká, ebben jelentős szerepet játszott a Brjanszki muskétás ezred megszervezésében betöltött feladata. 1800-ban, I. Pál idején elbocsátották a szolgálatból, az új cár, I. Sándor 1801 őszén nevezte ki a viborgi muskétás ezred élére. Bátorságával kitűnt az austerlitzi csatában 1805-ben, ezért megkapta a Szent Anna Érdemrend 2. fokozatát. 1807-ben kartácstól sebesült meg a lábán az eylaui csatában (a Szent Vlagyimir Érdemrend harmadik fokozatával jutalmazták). Heilsbergnél 1807 májusában megtámadta és megverte a franciákat, itt a bal keze sérült. I. Sándor ezért gyémántokkal díszített arany karddal jutalmazta "A bátorság" felirattal, a porosz királytól pedig a Vörös Sas Érdemrend első fokozatát kapta. 1807. augusztus 30-án előléptették altábornaggyá és kinevezték a 22. hadosztály parancsnokává, ami Moldovában majd Volhíniában állomásozott. Ott, 1808-ban feleségül vette egy helyi földbirtokos lányát.
1809–1810 között a törökök ellen harcolt a Dunánál. 1811-ben nevezték ki a 17. hadosztály élére, amely beolvadt az első nyugati hadseregbe. 1812-ben a franciák ellen küzdött Szmolenszknél, Valutyino-hegyi csatában és kitüntette magát a borogyinói csatában. 1812 október 20-án kapta meg a harmadosztályú Szent György-rendet.
Újabb csatákban harcolt és kapott kitüntetést: Tarutyinónál csatában a 2. gyalogsági hadtest parancsnokaként kapta meg a Szent Vlagyimir Érdemrend 2. fokozatát. Küzdött a franciák ellen  Malojaroszlavecnél, Vjazmánál és Kraszníjnál (a második arany kardot gyémánttal ekkor kapta), 1813-ban - a bautzeni csata után Szent Anna Érdemrend 1. fokozatával tüntették ki, majd harcolt Katzbachnál és Lipcsénél.
1814-ben részt vett a brienne-i és a La Rothière-i csatában. 1814. február 10-én a 9. gyalogezred parancsnoka. Champaubert-nél hadtestét bekerítették a túlerőben lévő francia erők. Ő maga is megsebesült egy szuronytól, fogságba esett, így bemutathatták Napóleonnak az értékes foglyot.
A fogságból néhány héttel Párizs elfoglalása után szabadították ki a szövetséges csapatok. Miután visszatért Oroszországba 1814 végén, kinevezték 4. gyalogsági hadtest parancsnokává. 1820-ban megbízták és kinevezték azzal, hogy vegyen részt a szenátusban, de a következő évben, 1821-ben lebénult. 1831-ben hivatalosan is nyugállományba vonult. 1835. március 20-án hunyt el, 62 évesen.

## Fordítás
- Ez a szócikk részben vagy egészben  a(z)   Олсуфьев, Захар Дмитриевич című orosz Wikipédia-szócikk ezen változatának fordításán alapul.  Az eredeti cikk szerkesztőit annak laptörténete sorolja fel. Ez a jelzés csupán a megfogalmazás eredetét és a szerzői jogokat jelzi, nem szolgál a cikkben szereplő információk forrásmegjelöléseként.